# Dolmatiwka
Dolmatiwka (ukrainisch Долматівка; russisch Долматовка Dolmatowka) ist ein Dorf im Südwesten der ukrainischen Oblast Cherson mit etwa 1300 Einwohnern.
Das Dorf entstand in der 2. Hälfte des 19. Jahrhunderts und liegt nordöstlich des Krasnosnamjanka-Kanals (Краснозна́м'янський канал), 37 Kilometer nordwestlich vom Rajonszentrum Skadowsk und 48 Kilometer südlich der Oblasthauptstadt Cherson.
Im März 2022 wurde der Ort durch russische Truppen im Rahmen des Russischen Überfalls auf die Ukraine eingenommen und befindet sich seither nicht mehr unter ukrainischer Kontrolle.

## Verwaltungsgliederung
Am 21. August 2017 wurde das Dorf zum Zentrum der neugegründeten Landgemeinde Dolmatiwka (Долматівська сільська громада/Dolmatiwska silska hromada). Zu dieser zählen auch die 5 in der untenstehenden Tabelle aufgelisteten Dörfer sowie die Ansiedlungen Nowoseliwka und Switanok, bis dahin bildete es die gleichnamige Landratsgemeinde Dolmatiwka (Долматівська сільська рада/Dolmatiwska silska rada) im Süden des Rajons Hola Prystan.
Seit dem 17. Juli 2020 ist sie ein Teil des Rajons Skadowsk.
Folgende Orte sind neben dem Hauptort Dolmatiwka Teil der Gemeinde:
| Name                     | Name              | Name                                 |
| ukrainisch transkribiert | ukrainisch        | russisch                             |
| ------------------------ | ----------------- | ------------------------------------ |
| Dobropillja              | Добропілля        | Доброполье (Dobropolje)              |
| Kyjiwka                  | Київка            | Киевка (Kiewka)                      |
| Nowoseliwka              | Новоселівка       | Новосёловка (Nowosjolowka)           |
| Nowowolodymyriwka        | Нововолодимирівка | Нововладимировка (Nowowladimirowka)  |
| Selenotropynske          | Зеленотропинське  | Зеленотропинское (Selenotropinskoje) |
| Slipuschynske            | Сліпушинське      | Слепушинское (Slepuschinskoje)       |
| Switanok                 | Світанок          | Свитанок                             |